# 10627 Ookuninushi
10627 Ookuninushi eller 1998 BW2 är en asteroid i huvudbältet som upptäcktes den 19 januari 1998 av de båda japanska astronomerna Takeshi Urata och Yoshisada Shimizu vid Nachi-Katsuura-observatoriet. Den är uppkallad efter den japanska guden Ōkuninushi-no-mikoto.
Asteroiden har en diameter på ungefär 9 kilometer.